# Mumizi
Mumizi är ett vattendrag i Burundi.   Det ligger i provinsen Cankuzo, i den nordöstra delen av landet, 140 km öster om huvudstaden Bujumbura.
I omgivningarna runt Mumizi växer huvudsakligen savannskog. Runt Mumizi är det ganska tätbefolkat, med 111 invånare per kvadratkilometer.